# Kim Philby

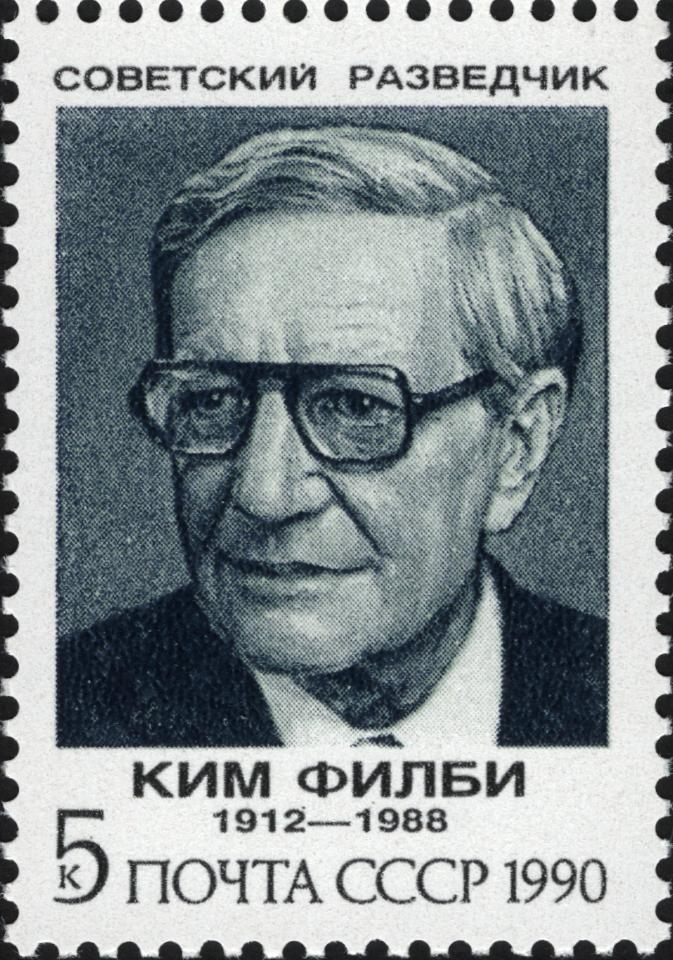
Selo soviético homenageando Kim Philby.

Harold Adrian Russell "Kim" Philby ou H.A.R. Philby (Ambala, Índia, 1 de janeiro de 1912 - Moscovo, União Soviética, 11 de maio de 1988) foi um membro do topo da hierarquia dos serviços secretos ingleses que atuava como agente duplo, espionando para a União Soviética. Philby era um dos membros do grupo conhecido como Cambridge Five, juntamente com Donald Maclean, Guy Burgess, Anthony Blunt e John Cairncross.

## Biografia
Philby era filho do diplomata John Philby e nasceu na Índia, na época uma colónia britânica, onde o pai servia como magistrado. Ganhou o apelido de Kim, porque, tal como o herói do romance de Rudyard Kipling, começou a falar punjabi, a língua local, antes do inglês.
Entrou para o serviço secreto soviético em 1933, depois de ter estudado em Westminster e no Trinity College, em Cambridge, instituições que recebiam os filhos da elite britânica. Foi recrutado quando ainda estava na universidade, juntamente com mais quatro colegas, que ficaram conhecidos como Os 5 de Cambridge (The Cambridge Five).
Conforme revelaria em entrevista, no ano de sua morte, Philby e seus colegas acreditavam que as democracias ocidentais não teriam condições de se opor ao nazi-fascismo. Na opinião deles, somente o comunismo era forte o suficiente para enfrentá-lo.
Por meio do jornalismo, ingressou no serviço secreto britânico (SIS) e, sob a cobertura de sua profissão, espionou para os ingleses na Espanha, durante o período da Guerra Civil Espanhola (1936-1939).
Em 1944, estabeleceu e chefiou o serviço de contraespionagem para descobrir agentes soviéticos em solo inglês. Portanto, foi designado para descobrir a si mesmo. Revelou aos soviéticos os planos dos aliados de subverter os governos comunistas no Leste europeu, durante a Guerra Fria, permitindo ao governo de Moscovo neutralizar a operação. O governo britânico, no entanto, o considerava um funcionário exemplar e o agraciou com sua mais importante condecoração, a Ordem do Império Britânico.
Enviado aos Estados Unidos da América em 1949, passou a chefiar a delegação dos serviços secretos britânicos e serviu de oficial de ligação com o Federal Bureau of Investigation (FBI) e a recentemente criada Central Intelligence Agency (CIA), para a qual chegou a trabalhar diretamente.
Em 1951, a deserção de seus colegas de Cambridge, Burgess e Maclean, que fugiram para a URSS, tornou-o alvo de suspeitas. Mesmo submetido a intenso interrogatório, nada revelou a seu respeito. Apesar disso, foi afastado do SIS, mudando-se então para o Líbano, onde atuou como espião free lancer, novamente sob a cobertura de sua profissão de jornalista.
Em 1963, um desertor da KGB ofereceu evidências contra Philby. Agentes do SIS foram ao Líbano para convencê-lo a confessar, mas Philby embarcou em um avião de carga com destino a Moscovo. Era o fim de uma carreira de mais de 30 anos como agente duplo.
Foi recebido inicialmente com desconfiança, pois Moscovo duvidava da sua lealdade, acreditando que suas informações eram "boas demais". Mas, no início dos anos 1980, obteve a cidadania soviética e foi admitido como consultor da KGB. Foram-lhe concedidas diversas honrarias e prémios. Contou sua história como agente duplo em seu livro Minha Guerra Silenciosa, que teve prefácio de Graham Greene, com quem trabalhou durante a Segunda Guerra Mundial.
Em Moscovo, após manter um romance com a ex-esposa do seu colega Maclean, casou-se com a russa Rufina Pukhova, com quem viveu até sua morte. Foi o seu quarto casamento. Teve uma filha, Anne, de seu segundo matrimónio.
Morreu, em consequência de complicações associadas ao alcoolismo, em 1988 - antes, portanto, do colapso da URSS.

## Os Cinco de Cambridge
Nos anos 1920, a agência de espionagem soviética NKVD, antecessora da KGB, formulou um plano para se infiltrar no serviço de inteligência britânico. Para tanto, era necessário identificar e avaliar jovens estudantes da elite britânica, destinados a seguir carreira no serviço diplomático ou nos órgãos de segurança e que se manifestassem marxistas ou, pelo menos, antifascistas. Aliás, membros declarados do Partido Comunista eram de imediato descartados, pois já atraíam a atenção das autoridades de segurança britânicas.
A estratégia deu resultado. Os chamados "espiões de Cambridge" foram recrutados durante seus anos na universidade. Dois deles, Blunt e Burgess, eram membros dos Apóstolos de Cambridge, uma venerável sociedade secreta que, nos anos 1930, abraçou o marxismo com entusiasmo.

## Philby e Graham Greene
Trabalhando sob as ordens de Philby, o escritor inglês Graham Greene ajudou a desmontar a rede de espionagem nazista na Península Ibérica. Decide deixar o serviço secreto em 1944, quando estava para ser promovido.
Esta saída inesperada do serviço secreto, quando sua carreira estava no auge, causou surpresa. No livro Escritores e Espiões — A Vida Secreta dos Grandes Nomes da Literatura Mundial, o escritor espanhol Fernando Martínez Laínez tem uma tese para esta demissão abrupta: Greene descobriu o papel de agente-duplo de seu chefe, mas, como era seu amigo, preferiu abandonar o serviço secreto a denunciá-lo. Depois que Philby foi para Moscovo, Greene visitou-o várias vezes, e o personagem principal de seu romance O Terceiro Homem foi inspirado nele.